# Echinaster sepositus
La stella marina rossa (Echinaster sepositus Retzius, 1783) è un echinoderma della famiglia Echinasteridae, molto comune nel mar Mediterraneo.

## Caratteristiche
Tipica colorazione rosso brillante, più scura sul dorso e più chiara inferiormente. Cinque braccia di lunghezza uguale, caratterizzate da piccole depressioni. Le depressioni assumono una colorazione tendenzialmente più scura. I pedicelli ambulacrali sono di colore arancione chiaro.
Può raggiungere la dimensione massima di 30 centimetri.

## Distribuzione
Comune in tutto il Mar Mediterraneo fino a 200 metri di profondità, la si può trovare sia lungo la superficie di rocce che tra praterie di posidonie, comunque non a temperatura superiore ai 22 °C.